# НЛ-30
НЛ-30 - надувная лодка.

Надувная лодка НЛ-30 предназначена для десантной переправы войск.

Принята на вооружение взамен НДЛ-20.

## Техническое описание
Надувная лодка НЛ-30 состоит из бортовой и внутренней камер с пятнадцатью отсеками. Снаряжение лодки производится в следующем порядке: лодка вынимается из чехла, раскладывается на ровном месте и надувается с помощью мехов и шлангов. В начале надувания вкладывается деревянное днище. После отсоединения шлангов вентили закрываются крышками.
- Паром на двух лодках обеспечивает переправу артиллерийских орудий, колесных тягачей и других грузов общим весом до 3 т и давлением на ось до 1,5 т.
- Паром на трех лодках обеспечивает переправу артиллерийских орудий, колесных тягачей и других грузов общим весом до 5 т и давлением на ось до 3,5 т. На пароме из трех лодок возможна переправа автомобилей ГАЗ-66 с грузом, ЗИЛ-131 порожнего, 84-мм и 57-мм пушек без тягачей.

Паромы собираются расчетом из 10-14 человек.

### Технические характеристики
- масса – 200 кг;
- грузоподъемность – 3,4 т;
- десант – 30 чел.;
- время снаряжения – 6 мин.;
- скорость передвижения с забортным мотором – 7 км/ч;
- скорость передвижения на веслах – 5 км/ч;
- длина – 7,35 м;
- ширина - 2,32 м;
- диаметр борта – 0,6 м.